# Zebra ceruzasügér
A zebra ceruzasügér (Neolamprologus cylindricus) Afrikában őshonos, a bölcsőszájú halak családjába tartozó, díszhalként is tartott édesvízi halfaj.

## Előfordulása
A ceruzasügér a kelet-afrikai Tanganyika-tó délkeleti részén a partközeli sekély (2-10 méter mély) vizek endemikus lakója. Északi populációiban az egyedek világosabbak, inkább barna csíkosak; a déliek csíkjai szélesebbek és egészen sötétbarnák vagy feketék.

## Megjelenése
A zebra ceruzasügér 10-11 centiméter hosszú, teste megnyújtott és ahogyan a neve is sugallja, hengeres. A hímek és nőstények között nincsen jelentős morfológiai különbség, a hímek valamivel nagyobbak és úszóik hosszabbak. Alapszíne ezüstös fehér, melyet összesen tíz függőleges fekete vagy sötétbarna csík díszít. A fejen a csíkok összemosódhatnak, fekete foltos mintázatot alkotva. Ismert egy aranyfejűnek nevezett színváltozata, amelynél a fiatal állatok feje sárga színű, de ahogyan idősödnek ez a szín elhalványul. Úszói kék szegélyűek és a szeme alatt is megfigyelhető egy kék folt.

## Életmódja

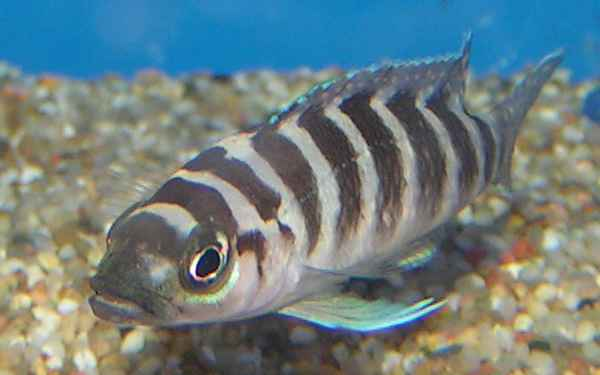

Többnyire a köves, sziklás fenékhez közel mozog, csak nagyon ritkán úszik ki a nyílt vízbe. Táplálékául a tófenék, a bentosz gerinctelen állatai, csigák, férgek, rovarok, lárvák szolgálnak.
A hímek agresszívan védik territóriumukat. A nőstény egy kőrepedés vagy üreg falára rakja le kb. 150-250 ikráját, a hím ott termékenyíti meg őket. Az ivadékok a víz hőmérsékletétől függően 4-10 nap múlva kelnek ki, gondozásukkal mindkét szülő foglalkozik.

## Akváriumi tartása
Legalább 150 liternyi vízre van szüksége. A víz hőmérséklete 23-26 °C, pH-ja 7-8 között lehet. Sok búvóhelyet, követ, műsziklát igényel, amelyektől csak ritkán távolodik el messzebbre. Csak akkor szaporodnak, ha megfelelően biztonságosnak talált üreg áll a rendelkezésükre.  